# Bozenna Pasik-Duncan
Bozenna Janina Pasik-Duncan (ur. 1947) – polsko-amerykańska matematyczka, profesor Uniwersytetu Kansas.

## Życiorys
Pasik-Duncan uczęszczała do I Liceum Ogólnokształcącego w Radomiu. Ukończyła w 1970 studia matematyczne na Uniwersytecie Warszawskim. Doktorat (1978) oraz habilitację (1986) uzyskała w Szkole Głównej Planowania i Statystyki w Warszawie (SGPiS).
Od 1970 do 1984 wykłada na SGPiS. W 1984 przeprowadziła się do Kansas City, by wykładać na tamtejszym Uniwersytecie. Wykładowcą matematyki był tam jej mąż, Tyrone Duncan.
Naukowo zajmuje się sterowaniem stochastycznym i jego zastosowaniu w komunikacji, ekonomii, nauce o zdrowiu. Interesuje się także nauczaniem matematyki, szczególnie kobiet w nauce, technologii, inżynierii i matematyce.
W 2000 otrzymała Third Millennium Medal Instytutu Inżynierów Elektryków i Elektroników (IEEE), rok później zostając członkinią IEEE. Wyróżniona nagrodami: AWM/MAA Falconer Lecturer (2004), Louise Hay Award (2004). Fellow International Federation of Automatic Control (2014) oraz Association for Women in Mathematics (2021).
Wiceprzewodnicząca warszawskiego oddziału Polskiego Towarzystwa Matematycznego (1972–1982).